# Sant Antoni de Pàdua d'Istanbul

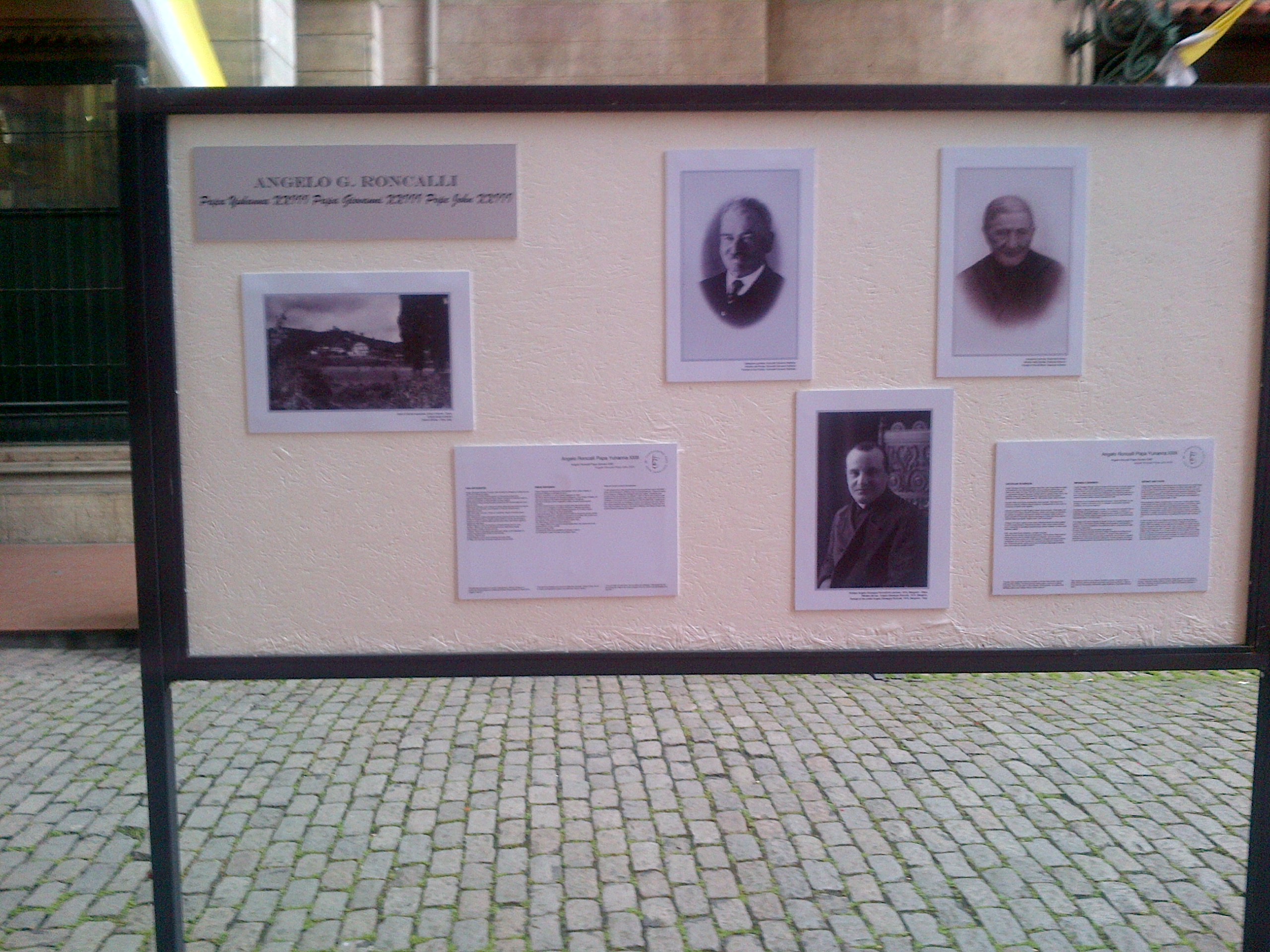
Una exposició de fotografies sobre Joan XXIII al pati de l'església el juny de 2014.

Sant Antoni de Pàdua d'Istanbul és una basílica i l'església més gran de l'Església Catòlica Romana a Istanbul, Turquia. Està situada a l'avinguda d'Istiklâl al districte Beyoğlu.
La basílica original es va construir el 1725 prop de la comunitat italiana local d'Istanbul, però fou demolida més tard i canviada per l'edifici actual a la mateixa localització. Junt amb els seus edificis adjacents, es construïa entre 1906 i 1912 en l'estil neogòtic venecià, i era de la mateixa manera edificada prop de la comunitat italiana local de la ciutat, principalment d'origen genovès i venecià, que equivalia a 40.000 persones a principis del segle xx.